# Can Cabot (Cerdanyola del Vallès)
Can Cabot és una casa del carrer Sant Ramon del municipi de Cerdanyola del Vallès (Vallès Occidental) inclosa en l'Inventari del Patrimoni Arquitectònic de Catalunya.

## Descripció

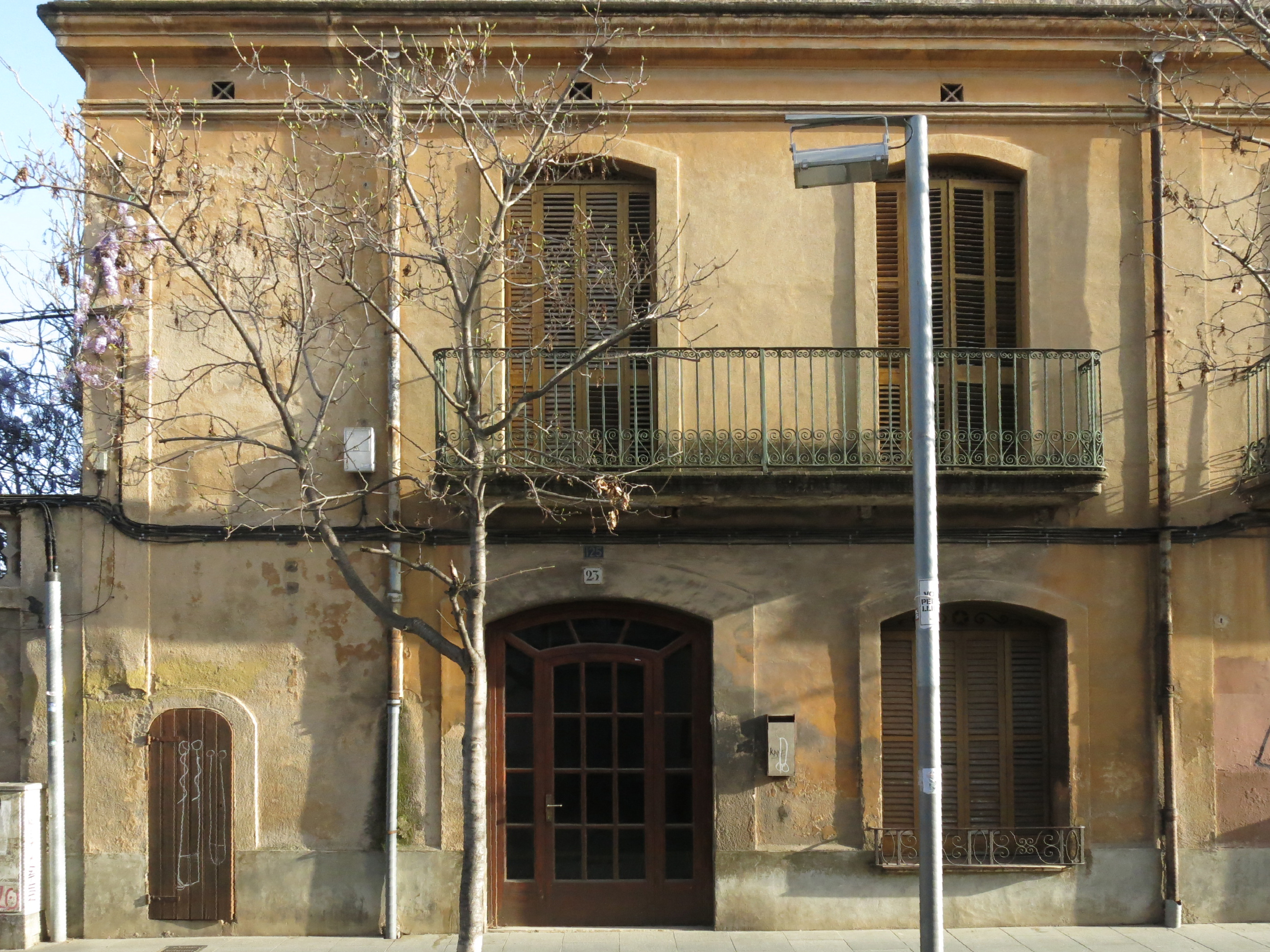
Detall de la façana

És un edifici aïllat, amb planta en "L", situat a la cantonada dels carrers de Sant Ramon i de Sant Casimir. Consta de planta i pis, amb jardí posterior a la banda lateral esquerra. La coberta és de teula. La façana principal, al carrer de Sant Ramon, té a la planta baixa una porta i una finestra, ambdues d'arc rebaixat, i al pis, dos balcons de dues obertures, de la mateixa tipologia. El coronament és amb barana senzilla, damunt d'una cornisa. A la cantonada esquerra hi ha una torre molt elevada i estreta.

## Història
Can Cabot va ser bastida l'any 1884 al carrer de Sant Ramon (antic camí de Cerdanyola a Sant Cugat del Vallès).
La urbanització de la zona, que es va conèixer com "el barri de Dalt", s'havia iniciat vers l'any 1828, amb la construcció de cases en aquest carrer, en uns terrenys propietat del mas Serraparera. Posteriorment, s'hi van realitzar nous processos constructius, especialment durant les dècades del 1860 i 1880. (Datació per font)